# Свидин, Михаил Иванович
Михаил Иванович Свидин (19.11.1876-?) — казачий офицер, полковник, участник Первой мировой и Гражданской войн.

## Биография
Родился в станице Баталпашинской Кубанского казачьего войска в семье хорунжего Хоперского казачьего полка Ивана Гавриловича Свидина.
- Окончил Николаевский кадетский корпус.
- 09.08.1899 — Окончил Николаевское кавалерийское училище по 1-му разряду. Выпущен хорунжим в 1-й Уманский казачий полк Кубанского казачьего войска, назначен на должность младшего офицера 5-й сотни.
- 08.11.1899 — Назначен заведовать полковой учебной командой.
- 13.04.1900-12.05.1900 — Прикомандирован к 1-му Кавказскому саперному батальону для изучения саперного дела.
- 15.10.1900-10.09.1903 — Полковой адъютант.
- 09.06.1903 — Сотник.
- 11.09.1903 — Младший офицер 2-й сотни 2-го Уманского казачьего полка.
- 29.12.1903 — Переведён во 2-й Хопёрский казачий полк Кубанского казачьего войска.
- 15.06.1904-18.02.1905 — Полковой адъютант.
- 22.02.1905 — Переведён в Собственный Его Императорского Величества Конвой.
- 16.10.1906-25.05.1908 — Преподавал в школе подхорунжих Конвоя.
- 05.11.1909 — Казначей, квартирмейстер, заведующий нестроевой командой Конвоя.
- 06.12.1909 — Подъесаул.
- 06.05.1915 — Есаул.
- 29.03.1916 — Командир Лейб-гвардии 2-й Кубанской сотни.
- 1917 — В Добровольческой армии, участвовал в Ледяном походе.
- 22.04.1918 — Полковник. ВРИД командира Кубанского гвардейского дивизиона.
- 1919 — Командир Кубанского гвардейского дивизиона.
- Эвакуирован на о-в Лемнос.
- Числился в Кубанском техническом батальоне в Югославии. Атаман Борской казачьей станицы в Югославии.
- 1945 — Выдан советским властям в Лиенце.

## Отличия
- Орден Святого Станислава 3-й степени (06.05.1905)
- Орден Святой Анны 3-й степени (06.05.1908)
- Орден Святого Станислава 2-й степени (06.12.1911)
- Орден Святой Анны 2-й степени (06.05.1915)
- Орден Святого Владимира 4-й степени (04.10.1916)

## Семья
- Жена: Мария Никифоровна Даркина
- Дети:
  - Алексей (род. 11.02.1905);
  - Фаина (род. 07.05.1909);
  - Галина (род. 09.04.1912);
  - Марина (род. 10.12.1916);
  - Ирина (род. 11.04.1915).